# Craig Taro Gold
Craig Taro Gold (noviembre de 1969), conocido como Taro Gold, es un autor animador, compositor y empresario estadounidense. Es autor de varios títulos best seller del New York Times, incluyendo Open Your Mind, Open Your Life y Living Wabi Sabi. Es coautor junto a Tina Turner y Regula Curti del lanzamiento de Atria Books Happiness Becomes You: a Guide to Changing your Life for Good. También es fundador de varias empresas de tecnología, incluidas eVoice y Teleo, junto a otros emprendimientos empresariales.

## Educación
Gold asistió a la academia preparatoria de educación Montessori y al Torrey Pines High School en su ciudad natal en Del Mar, California, y también pasó tiempo como becario de AFS Intercultural Programs en Brisbane, Australia. Obtuvo el título de licenciado en Ciencias de la Universidad de Sōka de Tokio, Japón, donde estudió Economía, Psicología, y Filosofía, graduándose summa cum laude en 1994. Ganó reconocimiento por haber sido el primer estadounidense en graduarse de la Soka University. La formación de posgrado de Gold incluyó Relaciones Internacionales y Español en la Universidad de Salamanca en España, y Gráfico por Computadora y Diseño Gráfico en la UCLA.

## Carrera en el Entretenimiento

Gold realiza un concierto en Tokio, 2007

La carrera de Gold en el área del entretenimiento se inició a edad temprana, cuando apareció como niño en musicales de Broadway. Actuó en la primera gira nacional del musical de Broadway Evita, dirigido por Hal Prince, entre 1980 y 1982. A los 12 años, después de más de 700 presentaciones con ese espectáculo, Gold se alejó del reparto de Evita. En 1982, Gold fue sumado por el director James Lapine para la producción de Broadway de Los Ángeles del musical March of the Falsettos, en el cual Gold desempeñó el rol protagónico de Jason. En 1983, Gold se ganó un lugar en la troupe adolescente original de The Groundlings donde estudió y realizó improvisaciones en el renombrado Groundlings Theatre en Los Ángeles.
En 1984, Gold fue elegido para el personaje protagonista de John en la premier mundial del musical Peter Pan en el Pantages Theatre en Hollywood. Desde mediados de los '80 a mediados de los '90, también trabajó como locutor de voz en off para Disney Channel, como actor destacado en los comerciales de Duncan Hines, en un especial de la NBC con Clint Eastwood, y como modelo publicitario para ropa deportiva PUMA y ropa interior masculina Versace.
En Japón, Gold produjo un disco solista de 14 pistas titulado The Diamond You, que fue lanzado en Asia por Virgin Music Japan en 2008 y en iTunes en los EE. UU. y Europa por Taro Gold Music en 2009. La mayoría de las canciones del álbum fueron escritas por Gold, con varias pistas escritas en conjunto por Gold y Diane Warren, Robi Rosa, K.C. Porter, Ryo Aska, y Aleks Syntek. El saxofonista Dave Koz y el baterista Vinnie Colaiuta son músicos destacados en este álbum, el cual estuvo producido por un equipo internacional que incluyó a Gold y al ganador de un Grammy Goh Hotoda. El álbum fue grabado en Sony Music Studios en Tokio y en el Studio at the Palms en Las Vegas, y fue masterizado por el ingeniero Ted Jensen en la ciudad de Nueva York. Un remixado de 13 pistas del álbum The Diamond You incluyendo un cover de Imagine de John Lennon fue presentado en todo el mundo a través de iTunes en 2010. Varias pistas del álbum aparecen en videojuegos de Sony PlayStation, incluyendo Vibes.
Gold ha sido el productor ejecutivo de "Out in the Line-Up", un film documental independiente que sigue a dos amigos en un viaje por el mundo para descubrir la emergente aceptación de los LGBT en la cultura internacional del surf. La película fue estrenada el 20 de febrero de  2014 en el Sydney Mardi Gras Film Festival en Australia, donde fue reconocida con el premio de la audiencia al "Mejor Documental". El film concursó para ganar el premio a la "Mejor Película" en diversos festivales, incluyendo el 2014 Newport Beach Film Festival, el 2014 San Diego Surf Film Festival, y para "Mejor Documental" en el 2014 London Film Festival.

## Emprendedor
Gold ha sido partícipe de diversas iniciativas empresariales. Su carrera como emprendedor comenzó en 2000 como uno de los cofundadores de la compañía de telecomunicaciones EVoice, la cual introdujo el primer sistema de correo de voz a gran escala del mundo habilitado para Internet, con productos que incluían correo de voz a correo electrónico, correo de voz visual e innovaciones de un identificador de llamadas mejorado. Estas innovaciones  en materia de Voz sobre IP constituyeron la base para las aplicaciones futuras desarrolladas por Google Voice y Apple. Durante este tiempo, Gold contribuyó para innovar con una tecnología de reconocimiento de voz conocida como Vodex. eVoice fue adquirida por AOL en 2001 y se convirtió en parte del grupo de servicios de voz de AOL. La compañía fue en ese momento adquirida por j2 Global.
Después de que AOL se quedara con eVoice en 2001, Gold se convirtió en el CEO fundador de Call Forwarding Services (CFS), una startup de internet que proveyó servicios de comunicación VoIP white label a AT&T, MCI Inc. y Qwest. CFS fue adquirida por Qwest en 2002.
En 2005, Gold lanzó otra startup de comunicaciones al momento de fundar en toncjunto Teleo. La compañía proporcionó un sistema VoIP que permite a usuarios de celulares y PC de escritorio a enviar y recibir llamadas de teléfono sobre el Internet. Teleo fue adquirido por Microsoft en 2006 y pasó a formar parte del MSN group de Microsoft.
Como inversor de ángel de Sillicon Valley, Gold ha ayudado a recaudar fondos para varias exitosas startup, incluyendo CallCast (adquirida por LiveOps en 2003), y IronPort (adquirida por Cisco en 2007 por USD $830 millones).
En 2008, Gold invirtió en el mercado de desarrollo de apps para la salud y el fitness como CEO fundador de WebDiet. La tecnología patentada de WebDiet utiliza los teléfonos celulares para contabilizar el consumo de alimentos, y fue la primera aplicación en contar calorías y automatizar la orientación alimentaria. La compañía de pérdida del peso Nutrisystem ha sido acusada de robar la tecnología de WebDiet.
En 2014, Gold fue cofundador de Vusay, una plataforma de redes sociales que logra que los videos de Youtube y de otras plataformas se vuelvan más interactivos y virales, permitiendo a los usuarios añadir comentarios que destacan momentos concretos en los vídeos, para luego compartirlos fácilmente en Twitter y Facebook.
Gold es miembro del consejo consultivo de Averon, empresa que desarrolla soluciones de ciberseguridad y aplicaciones de inteligencia artificial. En 2015, Averon conformó sociedades de tecnología internacional con Telefónica.

## Carrera como escritor
Gold es un autor best-seller del New York Times de numerosos libros publicados por Andrews McMeel Publishing. Sus libros han vendido más de dos millones de ejemplares y han sido publicados en siete idiomas. Su primer libro, Open Your Mind, Open Your Life, fue lanzado en 2001 y se convirtió en un best seller eterno, que ha sido publicado en inglés, francés, portugués, hebreo, japonés y coreano. El libro recibió un fuerte respaldo de Arun Gandhi, director del Instituto Gandhi y nieto de Mahatma Gandhi, quien dijo acerca de Open Your Mind, Open Your Life: "Este libro iluminará y ennoblecerá al lector". La portada del libro fue creada por Gold y la diseñadora Laura Shaw, y su representación de iris morados se convirtió en una imagen icónica de la obra literaria de Gold, lo cual más tarde influyó en el desarrollo del logotipo de la marca Taro Gold.
El libro de Gold, Living Wabi Sabi: The True Beauty of Your Life, publicado en 2004, fue considerado lectura recomendada por la revista Time, y fue presentado en una guía de regalos navideños de Time, y luego presentado en un artículo de Time sobre filosofías estéticas asiáticas. En 2018, Tina Turner le dijo a New York Times que Living Wabi Sabi de Gold era uno de sus libros de inspiración favoritos de todos los tiempos.
En 2011, el periodista británico Marcel Theroux presentó "In Search of Wabi Sabi" en la BBC Four, como parte de la programación Hidden Japan del canal. Y comenzó haciendo un desafío con libro de Gold Living Wabi Sabi para "pedirle a la gente en una calle de Tokio que describa Wabi Sabi". Theroux demostró que, tal como predijo Gold, "es probable que se encojan de hombros de manera educada y expliquen que Wabi Sabi es simplemente inexplicable".
Recibió un Premio de ForeWord Reviews al Libro del Año, por su libro What is Love? A Simple Guide to Romantic Happiness, y recibió un Premio Literario Benjamin Franklin por su libro Living Wabi Sabi. Su trabajo ha sido citado por varios autores, incluso en los libros Even June Cleaver Would Forget The Juice Box y Wisdom For The Soul. Todos los libros de Gold han recibido avales y críticas positivas de Publishers Weekly.
Gold ha escrito ensayos para revistas y periódicos, incluyendo The Advocate, the World Tribune, Tricycle: The Buddhist Review, Parabola, y Beliefnet. También se desempeñó como editor asociado durante tres años en Living Buddhism, una publicación en la que fue colaborador habitual.

### Bibliografía

Taro Gold con Sheila E. en 2012

## Colección de joyas
En 2010, Gold lanzó una colección de joyas unisex basada en el diseño del logo de Taro Gold que se encuentra en el arte de tapa de sus libros y sus CD musicales. Gold ha explicado la inspiración de su diseño como "el diamante de la sabiduría y la alegría que todos poseemos en nuestros corazones, y la flor de la fortaleza y la belleza que surge de nuestras vidas cada vez que nos sobreponemos a los desafíos y a las dificultades... La flor de loto nace mucho más bella cuando lo hace desde el barro más profundo y espeso." Las joyas de su línea consisten principalmente en anillos y pendientes de diamantes, hechos de oro, platino y plata de ley, y se venden principalmente en tiendas especializadas en Osaka y Tokio en Japón, y en San Francisco en Estados Unidos.

## Filantropía
Gold participa de diferentes iniciativas de beneficencia, entre las que se incluye el patrocinio privado de estudiantes de Asia y América del Sur carentes de recursos . Taro es también desde hace tiempo donante de The Trevor Project, fundado en 1998 por su amigo James Lecesne, con ingresos de parte de la tienda CafePress Diamond You en beneficio de The Trevor Project. En 2005, Gold dotó de recursos a una beca nominada en la Soka University of America denominada  The Rainbow Family Fund para alumnos LGBT y familias.
Gold ha sido miembro del Patron Circle del Sundance Institute y del Sundance Film Festival desde 2006, y del Sundance Londres desde 2013.

## Vida personal
Gold es un habitual orador y participante en comunidades, entre las que se incluye Digital Life Design Munich y DLD Tel Aviv, Burning Man, la Black Rock Arts Foundation, y el Foro Económico Mundial. Es miembro de Consejo Consultivo del Comité Internacional de Artistas por la Paz (ICAP), dirigido por los copresidentes Herbie Hancock y Wayne Shorter.

Gold acompañado por su madre en la alfombra roja en el Festival de Cine de Cannes 1999

El 8 de septiembre de 2007, Gold conoció al entonces Senador Barack Obama en la casa de Oprah Winfrey en Montecito, California. Al día siguiente, Gold anunció públicamente su aprobación a la candidatura de Obama para Presidente de los Estados Unidos. Luego reafirmó su apoyo a Obama en 2012, incluyendo donaciones, actividades en redes sociales, y escribiendo varias columnas de opinión en The Huffington Post. El bisabuelo materno de Gold fue durante cuatro períodos un popular alcalde Republicano en California y amigo de Ronald Reagan. Gold ha escrito sobre el largo historial de afiliación republicana de su familia y de su cambio al Partido Demócrata (Estados Unidos) a inicios de los 90.
Gold lleva adelante una dieta vegana, practica yoga, y es un militante de los derechos de los animales. Ha vivido en cuatro continentes durante su niñez y sus años de escuela secundaria y universidad, incluyendo Del Mar, California, en América del Norte, Tokio, Japón, en Asia, Brisbane, Queensland en Australia, y Salamanca, España, en Europa.
Los miembros de su familia extendida viven por todo el mundo y provienen de una variedad de tradiciones filosóficas, incluyendo el judaísmo, protestantismo, catolicismo y budismo, lo cual según Gold le permitió tener una "entusiasta conciencia de que hay muchas maneras de ver la misma cosa." Él mismo se identifica como "JuBu," un budista judío.  Desde muy joven, Gold supo que era gay y ha escrito sobre crecer como gay para la sección de Gay Voices del The Huffington Post. Desde sus años adolescentes, ha practicado budismo Nichiren como miembro de la asociación budista global Soka Gakkai Internacional.
Un artículo de Vogue Japón de 2014 sobre la vida de las celebridades en Tokio, destacó que Gold tuvo su residencia durante dos años en el lujoso Park Hyatt Tokyo Hotel, sobre la Shinjuku Park Tower, de 2006 a 2008.